# Lansmott
Lansmott, Anania lancealis, är en fjärilsart som först beskrevs av Denis och Ignaz Schiffermüller 1775.  Lansmott ingår i släktet Anania, och familjen Crambidae. Arten har livskraftiga (LC) populationer i både Sverige och i Finland.  Artens livsmiljö är lundskogar.

## Bildgalleri

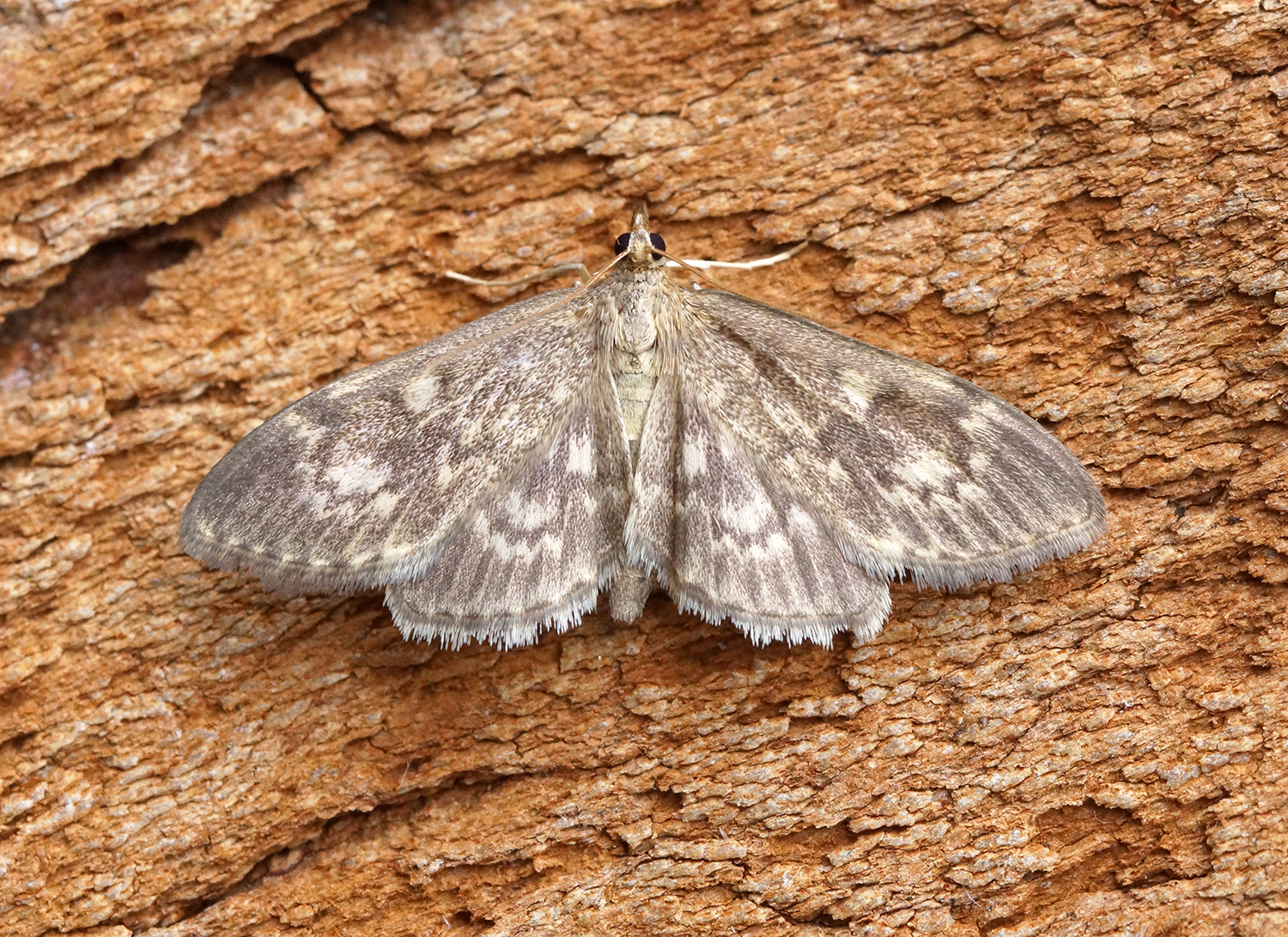
Imago fjäril, hona
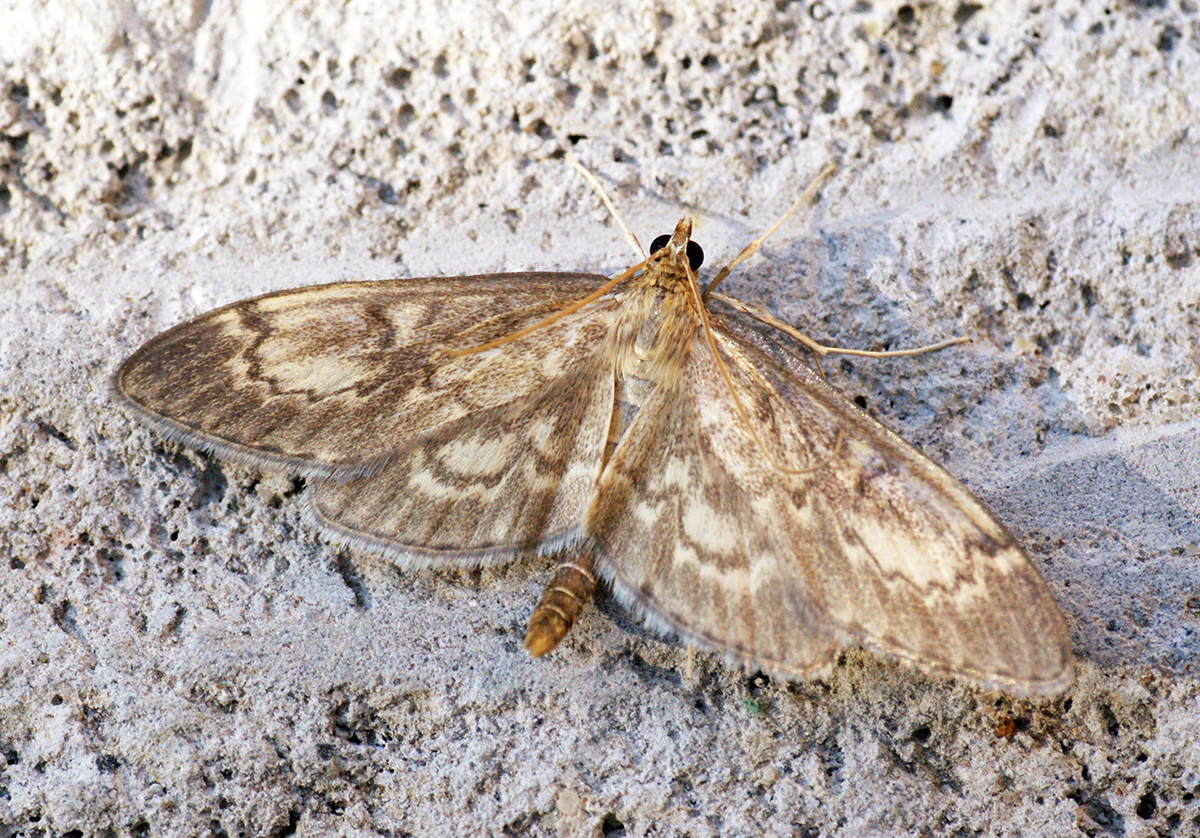
Imago fjäril, hane
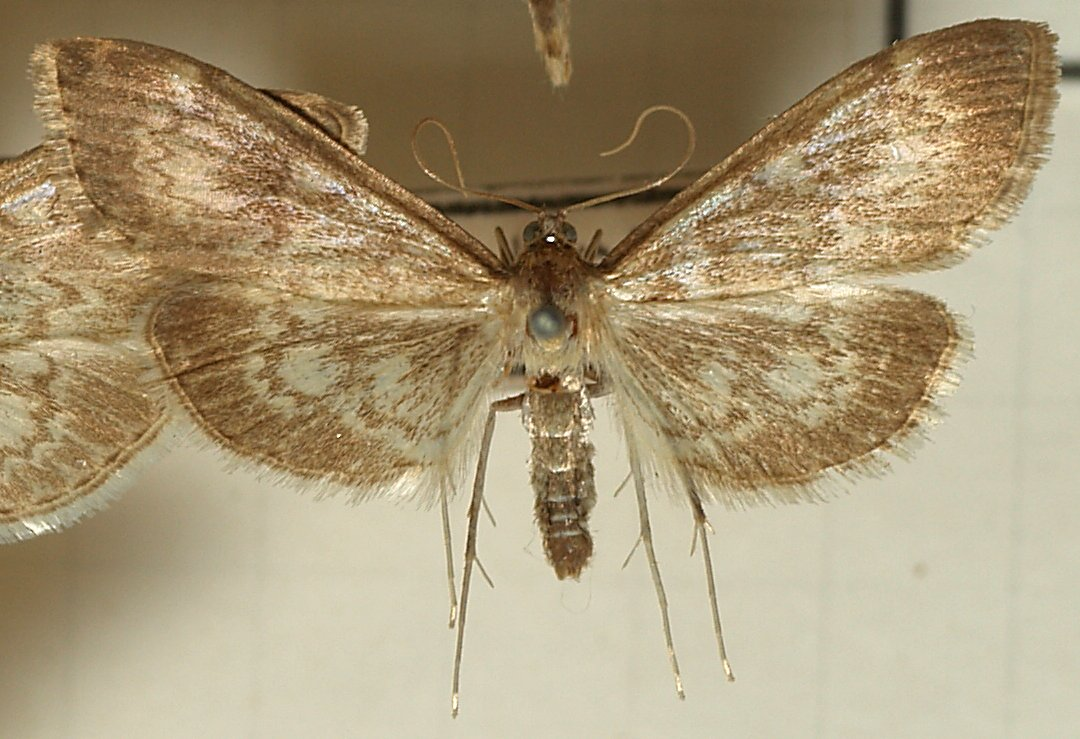
Preparerad (uppnålad) imago fjäril.